# KBA회장기 전국대학야구대회
KBA회장기 전국대학야구대회(KBA會長旗 全國大學野球大會)는 대한야구협회에서 주최하는 전국 규모의 대학야구대회이다. 춘계리그와 하계리그로 나누어 진행한다.

## 춘계리그

### 역대 우승대학 및 최우수선수
| 연도 | 우승                    | 최우수선수       | 준우승                                        |
| ---- | ----------------------- | ---------------- | --------------------------------------------- |
| 1961 | 연세대학교 성균관대학교 |                  |                                               |
| 1962 | 성균관대학교            | 한을룡(성균관대) | 동아대학교 한양대학교                         |
| 1963 | 동아대학교              | 이용규(동아대)   | 연세대학교                                    |
| 1964 | 성균관대학교            | 김용길(성균관대) | 고려대학교                                    |
| 1965 | 성균관대학교            | 한광홍(성균관대) | 경희대학교 고려대학교                         |
| 1966 | 성균관대학교            |                  | 한양대학교                                    |
| 1967 | 성균관대학교            | 한광홍(성균관대) | 고려대학교                                    |
| 1968 | 고려대학교              | 이종만(고려대)   | 연세대학교                                    |
| 1969 | 경희대학교              | 최주현(경희대)   | 한양대학교                                    |
| 1970 | 한양대학교              | 김인복(한양대)   | 경희대학교                                    |
| 1971 | 한양대학교              |                  | 경희대학교                                    |
| 1972 | 연세대학교              |                  | 동아대학교 고려대학교 경희대학교              |
| 1973 | 건국대학교 한양대학교   |                  |                                               |
| 1974 | 고려대학교              | 허구연(고려대)   | 건국대학교                                    |
| 1975 | 영남대학교              | 김재박(영남대)   | 성균관대학교 동국대학교 한양대학교 건국대학교 |
| 1976 | 영남대학교              | 권정화(영남대)   | 한양대학교 성균관대학교                       |
| 1977 | 연세대학교              | 양세종(연세대)   | 한양대학교                                    |
| 1978 | 고려대학교              | 노상수(고려대)   | 연세대학교                                    |
| 1979 | 고려대학교              | 손상득(고려대)   | 인하대학교                                    |
| 1980 |                         |                  |                                               |
| 1984 | 성균관대학교            | 한희민(성균관대) | 한양대학교                                    |
| 1985 |                         |                  |                                               |
| 1986 | 원광대학교              | 고장량(원광대)   | 동국대학교                                    |
| 1991 |                         |                  |                                               |
| 1992 |                         |                  |                                               |
| 1993 | 연세대학교              | 장재명(연세대)   | 원광대학교                                    |
| 1994 | 연세대학교              | 안희봉(연세대)   | 동아대학교                                    |
| 1995 | 연세대학교              | 박재홍(연세대)   | 한양대학교                                    |
| 1996 | 동국대학교              | 신경현(동국대)   | 한양대학교                                    |
| 1997 | 경성대학교              | 정원욱(경성대)   | 인하대학교                                    |
| 1998 | 한양대학교              | 임성택(한양대)   | 경성대학교                                    |
| 1999 | 동국대학교              | 정원석(동국대)   | 홍익대학교                                    |
| 2000 | 연세대학교              | 조용준(연세대)   | 경희대학교                                    |
| 2001 | 성균관대학교            | 현재윤(성균관대) | 연세대학교                                    |
| 2002 | 동아대학교              | 용덕한(동아대)   | 건국대학교                                    |
| 2003 | 경성대학교              | 김기표(경성대)   | 중앙대학교                                    |
| 2004 | 단국대학교              | 정희상(단국대)   | 성균관대학교                                  |
| 2005 | 경희대학교              | 김용섭(경희대)   | 경성대학교                                    |
| 2006 | 고려대학교              | 이창욱(고려대)   | 경희대학교                                    |
| 2007 | 단국대학교              | 이상훈(단국대)   | 동국대학교                                    |
| 2008 | 경희대학교              | 박현준(경희대)   | 단국대학교                                    |
| 2009 | 동의대학교              | 윤지웅(동의대)   | 성균관대학교                                  |
| 2010 | 원광대학교              | 조근종(원광대)   | 성균관대학교                                  |
| 2011 | 동의대학교              | 이상민(동의대)   | 성균관대학교                                  |
| 2012 | 동의대학교              | 배준빈(동의대)   | 원광대학교                                    |
| 2013 | 동국대학교              | 강민국(동국대)   | 홍익대학교                                    |
| 2014 | 동국대학교              | 최동현(동국대)   | 건국대학교                                    |
| 2015 | 인하대학교              | 임서준(인하대)   | 경남대학교                                    |
| 2016 | 경성대학교              | 김명신(경성대)   | 동의대학교                                    |

## 하계/추계리그

### 역대 우승대학 및 최우수선수
| 연도 | 우승                    | 최우수선수       | 준우승                           |
| ---- | ----------------------- | ---------------- | -------------------------------- |
| 1961 | 동아대학교              |                  | 연세대학교                       |
| 1962 | 동아대학교              | 이용규(동아대)   | 한양대학교 성균관대학교          |
| 1963 | 연세대학교              | 김창진(연세대)   | 한양대학교                       |
| 1964 | 성균관대학교 경희대학교 | 신동렬(성균관대) |                                  |
| 1966 | 연세대학교              | 이환규(연세대)   | 한양대학교                       |
| 1968 |                         |                  |                                  |
| 1969 | 없음                    |                  |                                  |
| 1970 | 성균관대학교            | 김영찬(성균관대) | 경희대학교                       |
| 1971 | 한양대학교              | 나유찬(한양대)   | 고려대학교                       |
| 1972 | 한양대학교              |                  | 중앙대학교                       |
| 1973 | 한양대학교              | 정기혁(한양대)   | 고려대학교                       |
| 1974 | 한양대학교              | 김정수(한양대)   | 건국대학교 성균관대학교          |
| 1975 | 연세대학교              | 이광은(연세대)   | 영남대학교 한양대학교 건국대학교 |
| 1976 | 한양대학교              | 정순명(한양대)   | 고려대학교                       |
| 1977 | 영남대학교              | 김정호(영남대)   | 건국대학교                       |
| 1978 | 고려대학교              | 노상수(고려대)   | 건국대학교                       |
| 1979 | 한양대학교              | 김시진(한양대)   | 고려대학교 동국대학교 건국대학교 |
| 1980 |                         |                  |                                  |
| 1981 |                         |                  |                                  |
| 1982 | 동아대학교              | 이동완(동아대)   | 건국대학교                       |
| 1986 | 고려대학교              | 노찬엽(고려대)   | 동국대학교                       |
| 1989 |                         |                  |                                  |
| 1990 |                         |                  |                                  |
| 1991 |                         |                  |                                  |
| 1992 | 건국대학교              | 이종범(건국대)   | 고려대학교                       |
| 1993 | 경희대학교              | 최창수(경희대)   | 한양대학교                       |
| 1994 | 한양대학교              | 오중석(한양대)   | 홍익대학교                       |
| 1995 | 경희대학교              | 김석용(경희대)   | 영남대학교                       |
| 1996 | 한양대학교              | 김창희(한양대)   | 단국대학교                       |
| 1997 | 인하대학교              | 이우석(인하대)   | 경희대학교                       |
| 1998 |                         |                  |                                  |
| 1999 | 건국대학교              | 구민호(건국대)   | 고려대학교                       |
| 2000 | 한양대학교              | 강철민(한양대)   | 탐라대학교                       |
| 2001 | 고려대학교              | 박용택(고려대)   | 영남대학교                       |
| 2002 | 연세대학교              | 문용민(연세대)   | 경성대학교                       |
| 2003 | 건국대학교              | 조영훈(건국대)   | 단국대학교                       |
| 2004 | 단국대학교              | 오승환(단국대)   | 성균관대학교                     |
| 2005 | 경성대학교              | 김기표(경성대)   | 성균관대학교                     |
| 2006 | 성균관대학교            | 모창민(성균관대) | 경성대학교                       |
| 2007 | 한양대학교              | 박현(한양대)     | 경성대학교                       |
| 2008 | 경성대학교              | 이상백(경성대)   | 고려대학교                       |
| 2009 | 동의대학교              | 문광은(동의대)   | 성균관대학교                     |
| 2010 | 경희대학교              | 안규영(경희대)   | 성균관대학교                     |
| 2011 | 고려대학교              | 윤명준(고려대)   | 원광대학교                       |
| 2012 | 인하대학교              | 박민호(인하대)   | 경희대학교                       |
| 2013 | 원광대학교              | 김성재(원광대)   | 건국대학교                       |
| 2014 | 홍익대학교              | 김재영(홍익대)   | 단국대학교                       |
| 2015 | 경성대학교              | 이재욱(경성대)   | 건국대학교                       |
| 2016 | 홍익대학교              | 설재민(홍익대)   | 연세대학교                       |